# 西岡研介
西岡 研介（にしおか けんすけ、1967年7月21日 - ）は、日本のライター。

## 来歴
大阪府生まれ。1990年に同志社大学法学部卒業。大学2年から卒業までの2年間、キリスト教団体が運営する釜ヶ崎の労働者支援施設を手伝う。1991年神戸新聞社入社。姫路支社に配属され、姫路署記者クラブで事件取材を担当。競合する読売新聞大阪本社の記者たちから取材について学ぶ。1994年に本社社会部へ戻り、阪神・淡路大震災（兵庫県南部地震）、神戸連続児童殺傷事件などを取材。愛読していた『噂の眞相』のスタッフ募集に応募し、1998年1月退社。同年3月に噂の真相社に入社。公安記事などの硬派ネタの記事を担当、則定衛東京高等検察庁検事長のスキャンダル、森喜朗内閣総理大臣の買春検挙歴報道などをスクープ。2年連続で編集者が選ぶ雑誌ジャーナリズム賞を受賞。同社退社。
2001年10月より『週刊文春』の専属記者となる。同誌で手掛けたJR東日本労組（JR東労組）問題を本格的に執筆できるという条件で、加藤晴之編集長のスカウトにより2006年に『週刊現代』へ移籍。同誌の2006年7月29日号から24回連載した「テロリストに乗っ取られたJR東日本の真実」で2007年の編集者が選ぶ雑誌ジャーナリズム賞をみたび受賞。2008年には連載をまとめた『マングローブ　テロリストに乗っ取られたJR東日本の真実』が立花隆や福田和也に絶賛され、第30回講談社ノンフィクション賞を受賞した。2009年には吉本興業のお家騒動について『週刊朝日』で執筆。2010年に暴力団の後藤組の元組長後藤忠政の自伝『憚りながら』のインタビューと構成を担当。同書は暴力団と創価学会の関係を当事者が明かしたことで話題となり、発売2か月で18万部のベストセラーとなった。

## 批判

### JR東日本労組を巡る報道
『週刊現代』連載の「テロリストに乗っ取られたJR東日本の真実」は、雑誌ジャーナリズム賞と講談社ノンフィクション賞を受賞した一方で批判や裁判の対象にもなった。
2006年から2007年にかけて、記事に書かれていないJR東労組とその上部団体JR総連に所属する全国の組合員個人から名誉毀損だとして本人訴訟で48件の裁判が起こされるが、全て勝訴した。西岡は全国50か所の地方裁判所で訴えられており、労働組合が組織的な運動として行った、嫌がらせの訴訟であるスラップだと批判している。
しかし、松崎明元JR東労組会長から提訴された裁判では、一部の記述の名誉毀損にあたるとされ損害賠償を命じられている。2010年10月27日の東京高等裁判所の判決では、松崎明が革マル派最高幹部であることや組合費を横領した組合私物化については公益性と真実相当性が認められたことから名誉毀損にあたらないとされたが、列車妨害を指示したという印象を与える記述については真実相当性が低いことから名誉毀損が成立するとして330万円の損害賠償が命じられた。2012年3月27日に最高裁判所が原告と被告の上告を棄却して二審判決が確定した。
さらにJR東労組、JR総連などが講談社と西岡を提訴した裁判では、講談社と西岡がJR総連、JR東労組それぞれに220万円を支払うよう命じた判決が確定した。
名誉毀損裁判では、記事の情報源が警察庁や警視庁の幹部であることが明らかになり、かつて反権力雑誌『噂の眞相』でスクープを飛ばした西岡が、リークされた公安情報に依存することで、公安が意図したJR東日本労組批判キャンペーンの役割を担ったのではないかと指摘されている。『週刊金曜日』でも元読売新聞記者の山口正紀が公安情報に依存していると批判した。
これについて西岡は、公安情報だけでなく「マングローブ」元幹部からも情報を得てること、事件をもみ潰したなど公安批判もしていること、権力側からであろうと情報を得るのはジャーナリストの仕事であること、さらに西岡のスクープである森喜朗の買春検挙歴の記事の根拠となった指紋番号と犯歴番号の情報は公安からのリークであると反論している。

### 福岡市「教師によるいじめ」事件についての報道
2008年出版の福田ますみの著書『でっちあげ 福岡「殺人教師」事件の真相』で、西岡の『週刊文春』での記事がマスコミによる冤罪事件の火付け役の一端を担ったとされた。これについて西岡は、裁判では教師のいじめや体罰が認定されていて、福田の冤罪論は誤りであり、『週刊文春』掲載記事を誤報だとする福田の主張に反論している。 福岡市「教師によるいじめ」事件も参照のこと。

### 「週刊実話」訂正謝罪への関与
「週刊実話」は、2016年5月12・19日合併号記事における李信恵に関する箇所について即日で訂正、謝罪記事を掲載した。この際、西岡が「週刊実話」編集部に圧力をかけて謝罪と訂正をさせたという指摘がある。
記事で書かれた暴力事件で、李信恵は告訴され不起訴処分となっているが、その後、被害者の男性から損害賠償請求訴訟を提起されている。また、この事件について報道した鹿砦社を李が訴えた裁判では、被害者の胸ぐらをつかんだ、事件を知りながら放置したと、李が事件に関与、連座したことが認められる内容の判決が確定している。

## 著書
- スキャンダルを追え!『噂の真相』トップ屋稼業（講談社、2001年）
- マングローブ—テロリストに乗っ取られたJR東日本の真実 （講談社、2007年）
- 襲撃 中田カウスの1000日戦争（朝日新聞出版、2009年）
- 俺たち訴えられました! SLAPP裁判との闘い（河出書房新社、2010年）- 烏賀陽弘道との対談の共著
- ふたつの震災［1・17］の神戸から［3・11］の東北へ（講談社、2012年） - 松本創との共著
- 百田尚樹『殉愛』の真実 （宝島社、2015年） - 角岡伸彦、家鋪渡（やしきたかじんの弟）、宝島「殉愛騒動」取材班との共著